# Rejon krasnoziorski
Rejon krasnoziorski (ros Краснозёрский район) – rejon będący jednostką podziału administracyjnego rosyjskiego obwodu nowosybirskiego.

## Historia
Rosyjska obecność na terenach dzisiejszego rejonu krasnoziorskiego rozpoczyna się na przełomie XVII i XVIII wieku, gdy zaczynają napływać tu pierwsi osadnicy.  Kolejną falę nowych osiedleńców stanowili zesłańcy po nieudanym Powstaniu Pugaczowa. W 1823 roku zostaje utworzona tutaj wołost karasucka, ale sam region jest słabo zamieszkany, w roku tym żyło tu 2157 mężczyzn. W 1834 roku liczba mieszkańców wynosi 2859 mężczyzn i 3068 kobiet. W 1834 roku wołost składała się z około pięćdziesięciu różnych wiosek. Masowa akcja osiedleńcza zaczyna się dopiero w 1888 roku, gdy na ten teren przybywają osadnicy z centralnych i południowych guberni Imperium Rosyjskiego, duże skupiska wokół w zasadzie własnych "narodowych" wiosek tworzą Ukraińcy, a sama populacja regionu wzrasta parokrotnie w ciągu zaledwie kilkunastu lat. W 1916 roku obszar ten zostaje wyłączony z guberni tomskiej, a następnie włączony do ałtajskiej guberni. Działała tu wówczas dwie szkoły publiczne i dwie szkoły parafialne. Placówki te obsługiwało 6 nauczycieli, a naukę pobierało w nich 196 dzieci. W rejonie pracowało 2 lekarzy, jeden policjant, a także żyło 14 osób duchownych.
W czasie rosyjskiej wojny domowej ziemie te podlegały rządom admirała Aleksandra Kołczaka, a następnie zostały zajęte przez bolszewików. W 1925 roku tworzą oni tutaj rejon, który 7 czerwca 1933 roku zostaje nazwany rejonem krasnoziorskim. Na 28 wiosek regionu tylko 3 były zamieszkiwane głównie przez Rosjan, 1 przez Kazachów, a cała reszta przez Ukraińców. Od 1937 roku rejon znajdował się w granicach Kraju Ałtajskiego, a w 1944 roku został przeniesiony do obwodu nowosybirskiego. W czasach stalinowskich przechodzi on przez proces forsownej kolektywizacji. Kołchozom i sowchozom nadawano imiona związane z komunistyczną rzeczywistością, a także bohaterami Rewolucji, istniały kołchozy imienia m.in. Włodzimierza Lenina i Siemiona Budionnego. Władza sowiecka inwestowała w rozwój średniego przemysłu, budowano drogi, tworzono placówki kulturalne, szkoły oraz szpitale. Po wojnie dynamika inwestycyjna spadła, z uwagi na braki w ludziach oraz w sprzęcie. Ogółem 6 mieszkańców rejonu zostało odznaczonym tytułem Bohatera Związku Radzieckiego, a 7 tytułem Bohatera Pracy Socjalistycznej.

## Charakterystyka
Rejon krasnoziorski położony jest w południowo-zachodniej części obwodu nowosybirskiego i jest to największy rolniczy rejon obwodu. Położony jest w odległości 300 kilometrów od Nowosybirska, z północy na południe liczy 81 kilometrów, a z zachodu na wschód 91 kilometrów. W jego skład wchodzi 1 osiedle typu miejskiego i 18 osiedli typu wiejskiego. Jego terytorium leży na terenie stepu kułundyjskiego. Bogactwa naturalne to głównie glina, ale sam region słynie jako miejsce kąpieli błotnych, a jego główne uzdrowisko jako jedyne w regionie posiada odpowiedni certyfikat federalny na wykonywanie tego typu zabiegów. Ziemie uprawne zajmują obzar 475 000 hektarów z 533 000 hektarów całego obwodu. W 2011 pod względem produkcji zbóż rejon zajął pierwsze miejsce w obwodzie. Wyprodukowano łącznie 375 000 ton różnych zbóż, 38 000 ton mleka i 7000 ton mięs. Według statystyk z 2012 roku hoduje się tu łącznie 22 200 sztuk bydła, a wartość produkcji rolnej w 2011 roku oszacowano na kwotę 2,71 miliardów rubli. Przemysł skupia się głównie na przetwórstwie produktów żywnościowych. Znajduje się tu także fabryka cegieł.
Łączna długość dróg w rejonie wynosi 604 kilometry, z czego długość dróg o utwardzonej nawierzchni to 370 kilometrów. Mieszkańcy regionu mają do dyspozycji komunikację autobusową, która oferuje połączenia na 18 regularnych liniach przewozowych. W ciągu 2010 roku przewieziono ogółem 287 000 pasażerów. Rejon nie jest podłączony do żadnego z rurociągów gazowych, co oznacza brak gazyfikacji. Na terenie rejonu krasnoziorskiego funkcjonują 33 szkoły publiczne różnego szczebla, a także 27 punktów i oddziałów przedszkolnych. Działa tu 8 rejonowych szpitali, kilkanaście przychodni oraz wspomniane już sanatorium oferujące kąpiele błotne. W 2010 roku swe siedziby miało tu 109 placówek kulturalnych różnego typu, a także 34 biblioteki, muzeum rejonowe i galeria sztuki.

## Demografia

### Wiadomości ogólne
Dane federalne wskazują, że w 2010 roku rejon krasnoziorski zamieszkiwany był przez 37 777 ludzi. W ostatnich latach zauważalny jest spadek mieszkańców, w 1998 roku żyło tutaj 40 700 ludzi, podczas gdy dane ze stycznia 2012 roku wskazują, że obecnie populacja rejonu wynosi 37 065 dusz. Z liczby tej dzieci stanowiły 6716 osób, a emeryci i renciści 10 715 osób. W 2009 roku średnia długość życia mężczyzn wynosiła 58,4 lat. Średnia długość życia kobiet w analogicznym okresie była dużo wyższa, bo wynosiła 72,4 lata. Władze rejonu mają nadzieję na powstrzymanie niekorzystnych trendów w spadku populacji i przy zastosowaniu polityki prorodzinnej oraz tworzenia takich warunków ekonomicznych by ograniczyć emigrację, liczą na to że w 2020 roku liczba mieszkańców rejonu nie zmniejszy się dramatycznie i będzie wynosić 37 492 ludzi. W 2011 roku średnia miesięczna pensja stanowiła wysokość 11 140 rubli. 87% ludności stanowią Rosjanie, pozostali to m.in. Ukraińcy, Niemcy oraz Kazachowie.

### Liczba ludności w ostatnich latach
| Rok  | Liczba ludności |
| ---- | --------------- |
| 1998 | 40 700          |
| 2006 | 38 030          |
| 2007 | 38 252          |
| 2008 | 37 826          |
| 2009 | 37 877          |
| 2010 | 37 777          |
| 2011 | 37 065          |
| 2012 | 37 065          |